# Morgenbladet
Morgenbladet est un journal hebdomadaire norvégien, fondé en 1819 par Niels Wulfsberg.
Il était le premier quotidien du pays, et même le premier journal de Norvège durant une époque. Sa parution s'est arrêtée au cours de la Seconde Guerre mondiale. En 1993, le journal est racheté par Truls Lie et devient hebdomadaire.

## Personnalités
- Mykola Radeĭko : médecin, résistant ukrainien. En exil en Norvège, il a fait partie des plumes du journal Morgenbladet pour les sujets traitant de l'ukraine[1].